# Морська битва

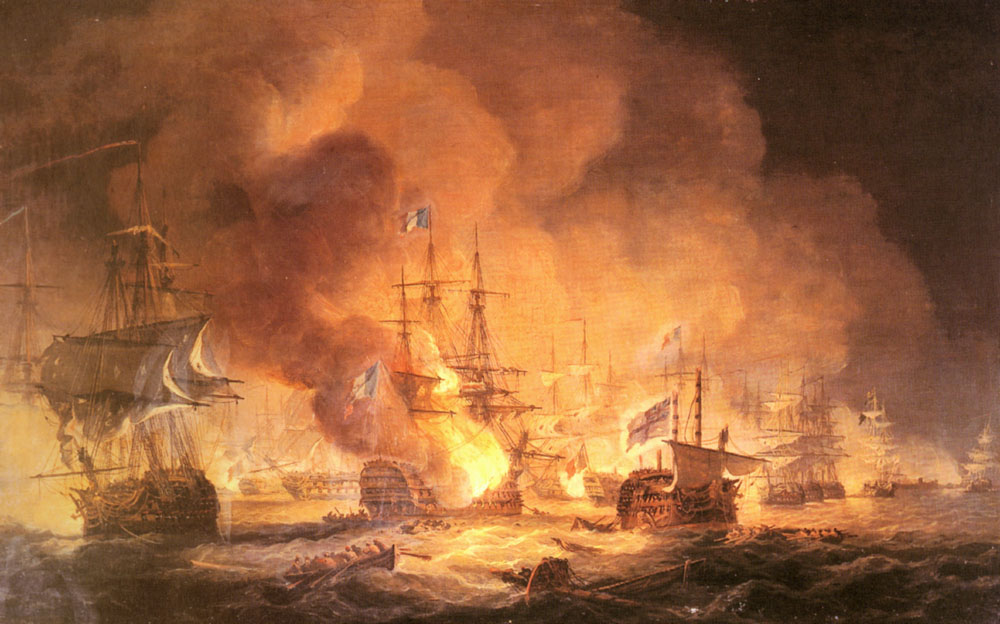
Абукірська битва. 1798

Морська битва — разове, на відміну від затяжної війни на морі, вирішальне зіткнення бойових кораблів (з'єднань або об'єднань) головних сил військово-морських флотів (військово-морських сил) протиборчих сторін з метою знищення ворожого формування (або прагнення завадити йому виконати свою бойову задачу), що розгортається на обмеженому просторі й має характер масової, кровопролитної й відносно швидкоплинної сутички із застосуванням усіляких засобів ураження. В результаті однієї морської битви нерідко вирішувалася доля не тільки відносно нечисленних військово-морських флотів, а й цілих держав.
Ціла низка значних морських битв, а також морських десантних операцій увійшла в історію, як найважливіші поворотні точки в протистояннях військово-морських сил великих держав. Нерідко вирішальними критеріями битв були новітні технології кораблебудування і тактики.
Морська битва складається, як правило, з окремих морських боїв, ударів, атак тощо. Ведеться у відкритому морі (океані) та прибережних районах з метою знищення (розгрому) угруповання (групи) сил флоту противника або завдання їй такою поразки, яка змусила б її відмовитися від виконання бойового завдання.

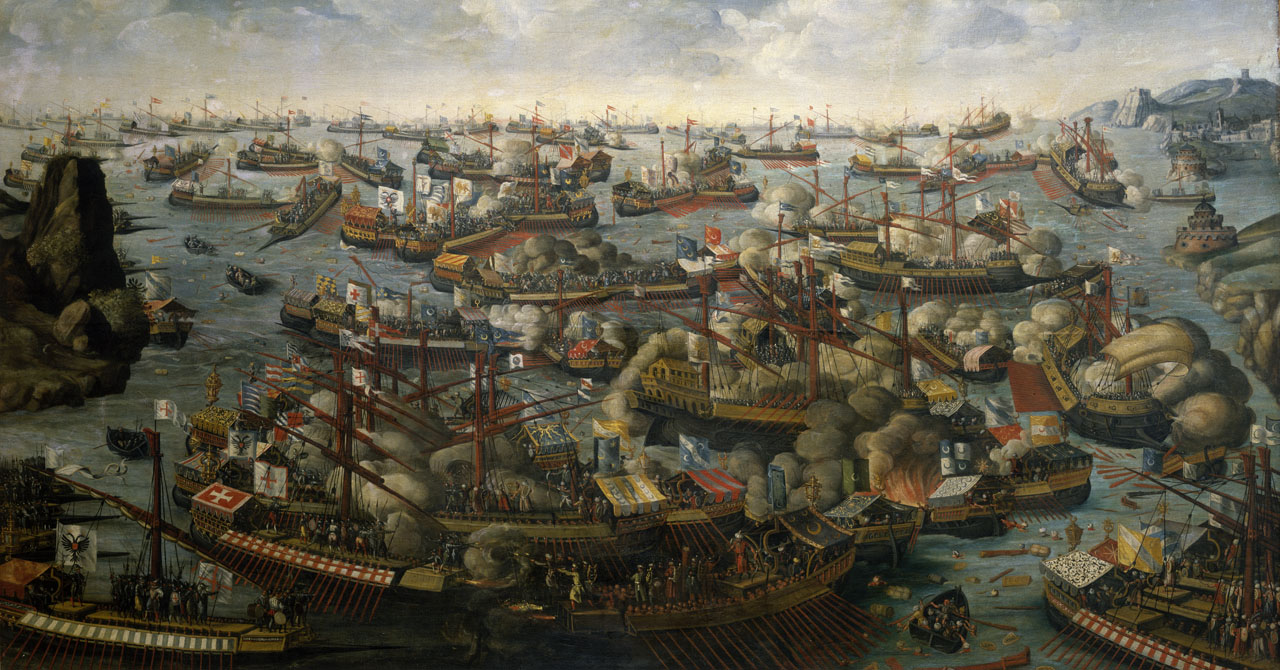
Битва при Лепанто (1571)

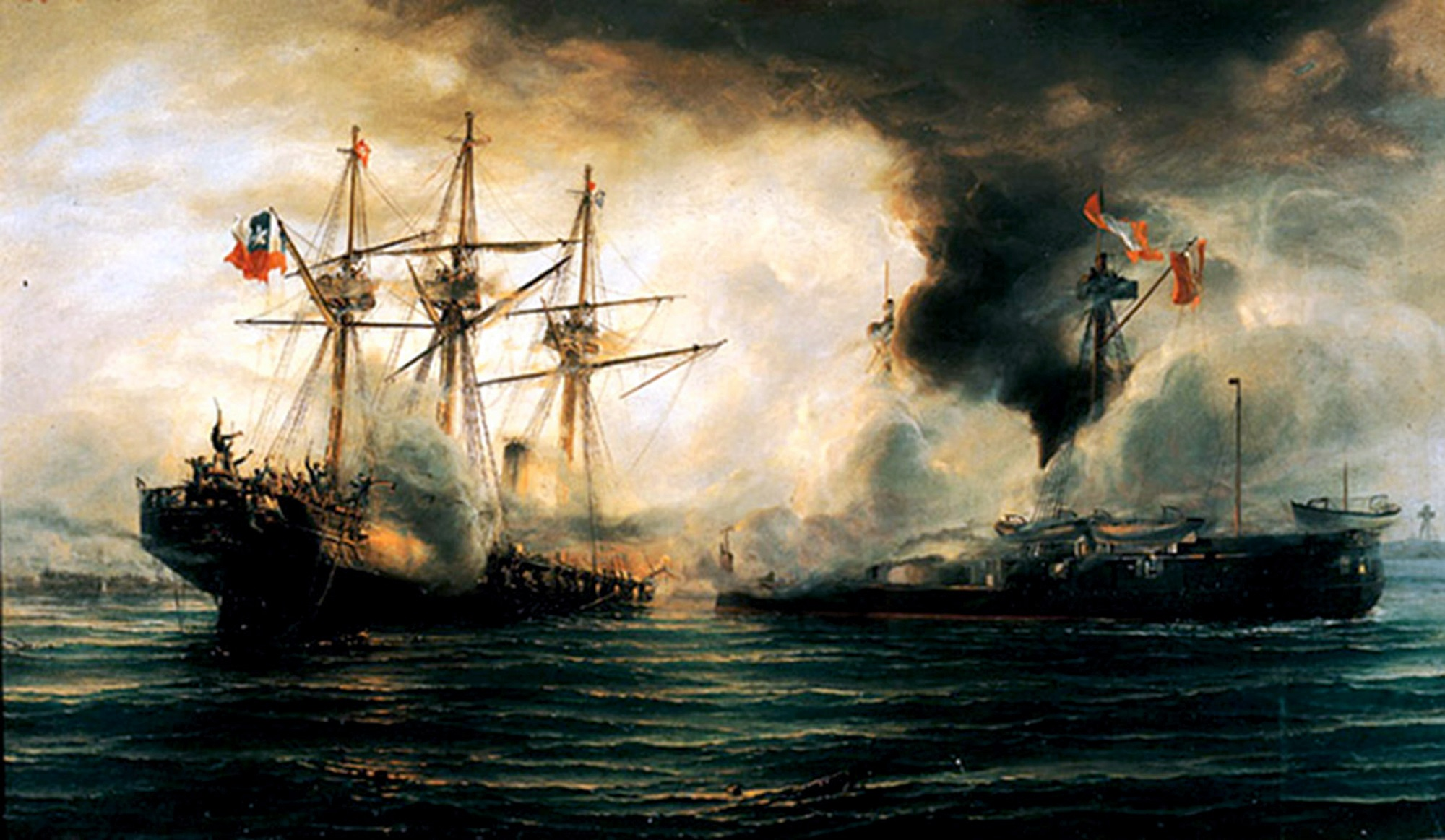
Морський бій. Битва при Ікіке між перуанським та чилійським флотами під час Тихоокеанської війни

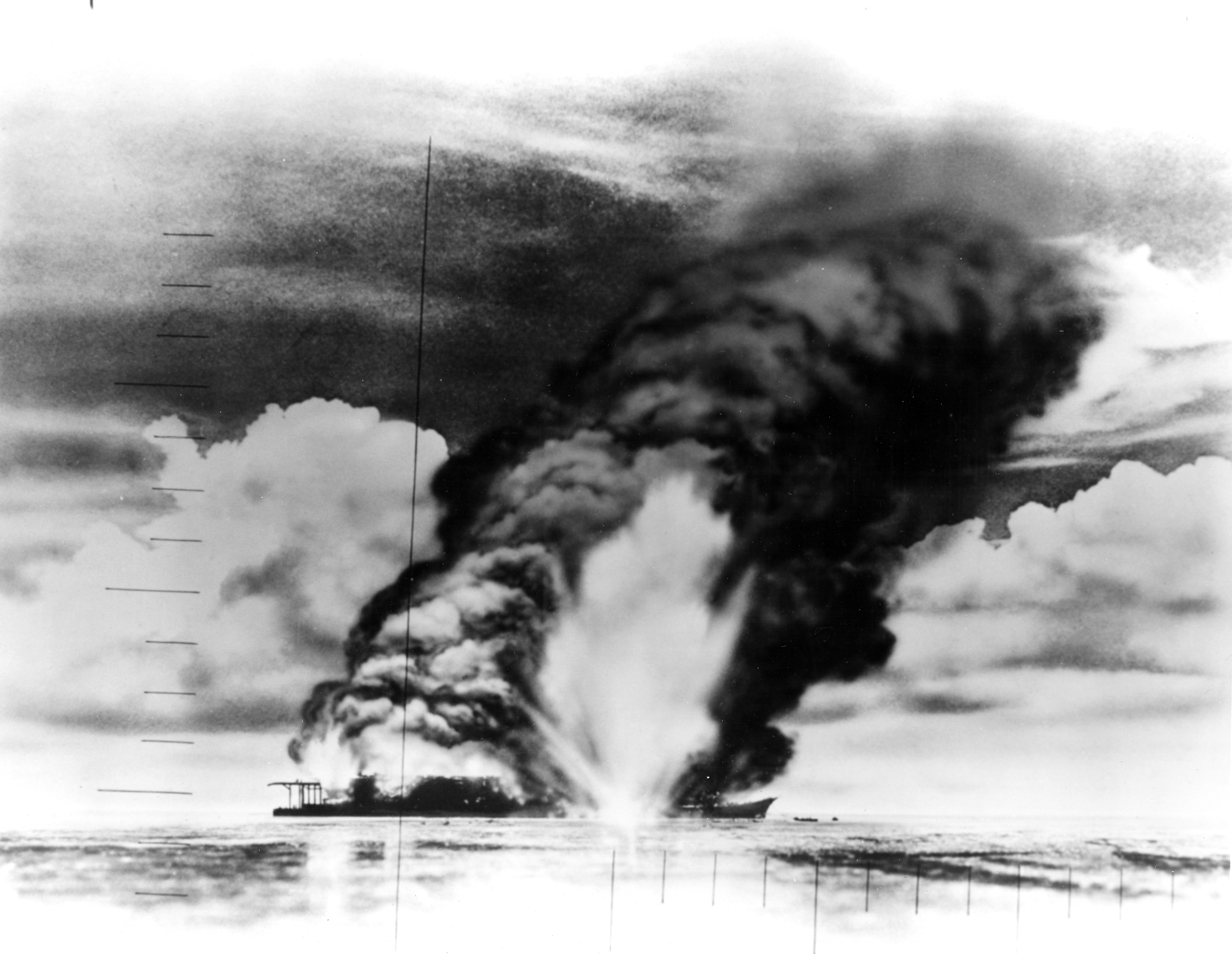
Морська атака американським підводним човном USS «Наутілус» японського авіаносця Кага

Морський бій — основна форма бойових дій окремих військових кораблів, підрозділів й частин супротивних флотів (сил) із застосуванням різних засобів ураження. Ведеться у відкритому морі (океані) і в прибережних районах з метою знищення (розгрому) угруповання (групи) сил флоту противника або завдання їй такої поразки, що змусило б її відмовитися від виконання бойового завдання.
Морський бій складається із взаємних атак, контратак та їх відбиття. Залежно від цілей і характеру дій сторін морський бій може бути наступальним або оборонним.
Наступальний бій є основним видом морського бою і проводиться з метою знищення (розгрому) угруповання (групи) підводних човнів, надводних кораблів, конвою, десантного загону противника. Різновидами наступального морського бою є бій за висадку морського десанту і бій з метою вогневої підтримки сухопутних військ, що наступають на приморському напрямку.
Оборонний морський бій проводиться з метою недопущення прориву угруповань сил флоту противника до прикриваються конвоях, десантним загонам, об'єктам на мор. узбережжі, а також забезпечення відходу і збереження свого корабельного угруповання (групи) при зустрічі з силами противника, що їх явно переважають. Різновидами оборонного морського бою є бої з відбиття висадки морського десанту противника і бій з метою вогневої підтримки сухопутних військ, що обороняються на приморському напрямку. Морський бій з відбиття висадки морського десанту противника, яка ведеться завданням одночасних і послідовних ударів усіма вогневими засобами по десантних силах ворога при їхньому підході до берега і висадки на берег, блокуванням десанту з моря, нанесенням ураження його наступним ешелонам і кораблям вогневої підтримки. Оборонний морський бій, як правило, ведеться із застосуванням активних наступальних дій. Наступальний та оборонний морські бої ведуться в рамках різних операцій, що проводяться флотом (ВМС), а поза ними. Способи та форми ведення морських боїв протягом усієї історії існування флоту змінювалися і вдосконалювалися.